# Joe Harris
Joe Malcolm Harris (ur. 7 września 1991 w Chelan) – amerykański koszykarz, występujący na pozycji obrońcy, od 2023 zawodnik Detroit Pistons.
12 stycznia 2016 roku trafił do Orlando Magic wraz z wyborem II rundy draftu 2017 roku oraz gotówką, w zamian za wybór II rundy draftu 2020 roku. Został zwolniony przez klub z Florydy jeszcze tego samego dnia.
19 lipca 2016 roku podpisał umowę z Brooklyn Nets. 6 lipca 2023 trafił w wyniku wymiany do Detroit Pistons.

## Osiągnięcia
Stan na 19 września 2023, na podstawie, o ile nie zaznaczono inaczej.
NCAA
- Uczestnik:
  - rozgrywek Sweet Sixteen turnieju NCAA (2014)
  - turnieju NCAA (2012, 2014)
- Mistrz:
  - turnieju konferencji Atlantic Coast (ACC – 2014)
  - sezonu regularnego ACC (2014)
- MVP turnieju:
  - Atlantic Coast (2014)[6]
  - Corpus Christi Challenge (2014)
- Zaliczony do:
  - I składu:
    - ACC (2013)
    - turnieju ACC (2014)
    - turnieju Corpus Christi Challenge (2014)

  - II składu ACC (2014)
  - III składu ACC (2014)

NBA
- Wicemistrz NBA (2015)[7]
- Zwycięzca konkursu rzutów za 3 punkty NBA (2019)[8]
- Lider sezonu regularnego NBA w skuteczności rzutów za 3 punkty (2019, 2021 – 47,5%[9])
- Uczestnik konkursu rzutów za 3 punkty (2019, 2020[10])

Reprezentacja
- Uczestnik mistrzostw świata (2019 – 7. miejsce)[11]